# Thenthiruperai
Thenthiruperai là một thị xã panchayat của quận Toothukudi thuộc bang Tamil Nadu, Ấn Độ.

## Nhân khẩu
Theo điều tra dân số năm 2001 của Ấn Độ, Thenthiruperai có dân số 5092 người. Phái nam chiếm 47% tổng số dân và phái nữ chiếm 53%. Thenthiruperai có tỷ lệ 78% biết đọc biết viết, cao hơn tỷ lệ trung bình toàn quốc là 59,5%: tỷ lệ cho phái nam là 82%, và tỷ lệ cho phái nữ là 74%. Tại Thenthiruperai, 11% dân số nhỏ hơn 6 tuổi.